# Suore francescane del Regno di Gesù Cristo
Le Suore Francescane del Regno di Gesù Cristo (in francese Sœurs Franciscaines du Règne de Jésus-Christ) sono un istituto religioso femminile di diritto pontificio.

## Storia
La congregazione, detta in origine delle clarisse della Sacra Famiglia, fu fondata da Iphigénie Docquier che il 24 maggio 1836 a Macon, insieme con quattro compagne, emise i voti secondo la regola del terz'ordine regolare di San Francesco.
Le costituzioni dell'istituto furono approvate dal vescovo di Tournai il 18 gennaio 1913 e il 9 febbraio 1926 le suore assunsero la denominazione di Francescane del Regno di Gesù Cristo.
L'istituto è aggregato all'ordine dei frati minori dal 21 settembre 1920.

## Attività e diffusione
Le suore si dedicano all'educazione della gioventù, all'assistenza ai malati e al lavoro nelle missioni.
Oltre che in Belgio, sono presenti in Congo, Ruanda e Tanzania; la sede generalizia è a Manage.
Alla fine del 2015 l'istituto contava 184 religiose in 35 case.